# دوباره زندگی (فیلم ۱۳۹۶)
دوباره زندگی نخستین فیلم بلند ویدئویی رضا فهیمی در مقام کارگردان محصول سال ۱۳۹۶ است. این فیلم پس از حضور و کسب جایزه از چند جشنواره خارجی به مدت شش ماه در گروه سینماهای هنر و تجربه اکران شد و با بازخورد و استقبال خوب مخاطبین مواجه شد.

## داستان فیلم
«دوباره زندگی» قصه‌ مرد و زن میانسالی است که قصد رفتن به خانه‌ سالمندان را دارند اما دست روزگار آن‌ها را مجبور به ادامه‌ زندگی در کنار یکدیگر می‌کند.

## بازیگران
- گلاب آدینه
- شمس لنگرودی
- رها خدایاری
- خلف علوانی
- اختر خوشکنار
- آیه مقدم
- سارا و نیکا فرقانی اصل